# House of Usher (film)
House of Usher is een Amerikaanse horrorfilm uit 1960 onder regie van Roger Corman. Het scenario is gebaseerd op de novelle De val van het huis Usher (1839) van de Amerikaanse auteur Edgar Allan Poe.

## Verhaal
De melancholieke en overgevoelige Roderick Usher woont samen met zijn zus Madeline en zijn huisknecht in een vervallen landhuis. Zijn leven wordt verstoord, als Philip Winthrop de hand van Madeline vraagt. Roderick vertelt hem dat Madeline zwaar ziek is en het huis niet kan verlaten. Philip laat zich echter niet van de wijs brengen en blijft overnachten in het bouwvallige huis.

## Rolverdeling
| Acteur        | Personage       |
| ------------- | --------------- |
| Vincent Price | Roderick Usher  |
| Mark Damon    | Philip Winthrop |
| Myrna Fahey   | Madeline Usher  |
| Harry Ellerbe | Bristol         |